# Conservación ex situ

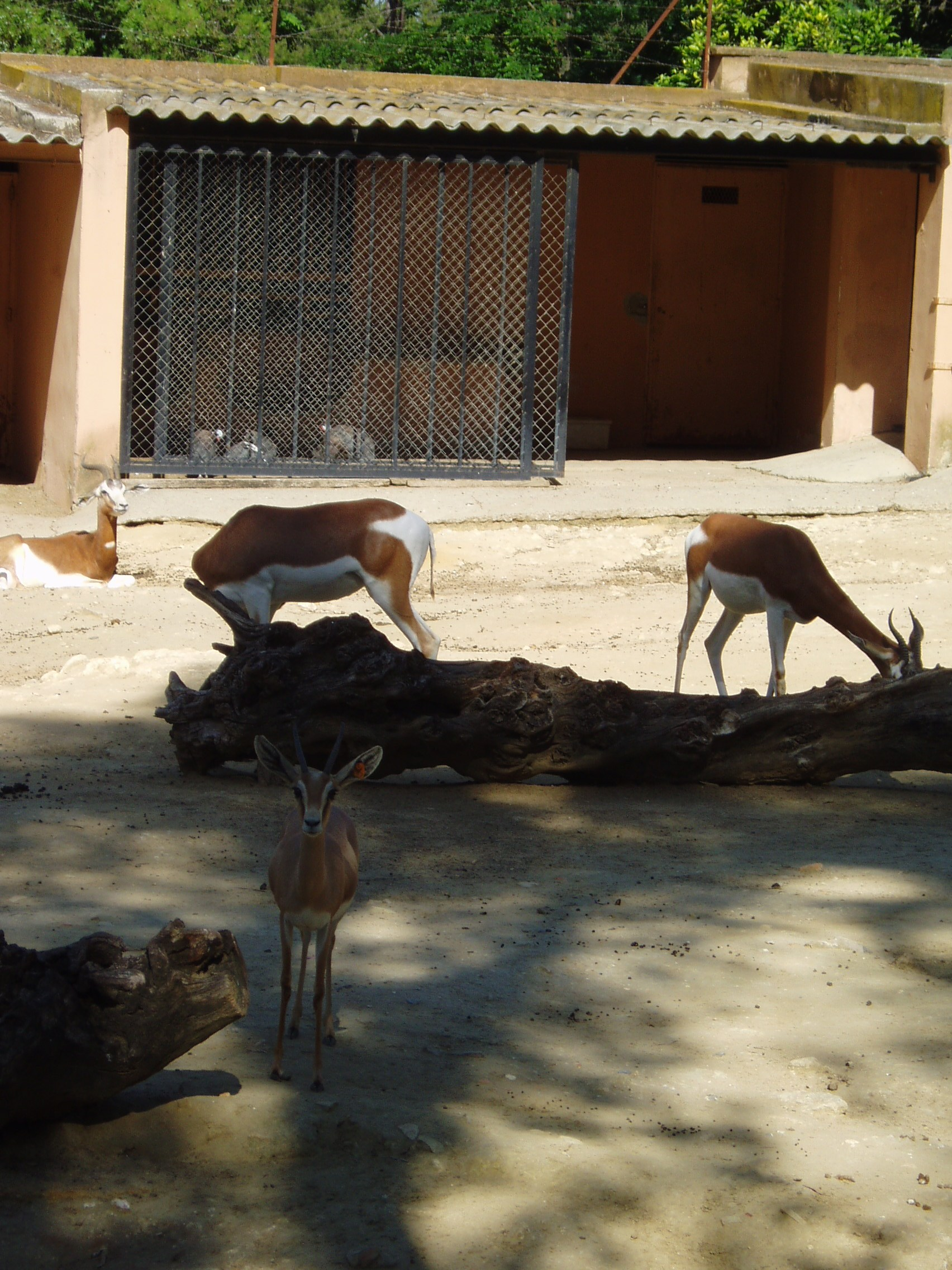
Gacelas dama y dorcas en el zoo de Jerez de la Frontera.

La conservación ex situ consiste en el mantenimiento de algunos componentes de la biodiversidad fuera de sus hábitats naturales. El objetivo primordial de la conservación ex situ es mantener la supervivencia de las especies en su medio natural, por lo que debe ser considerada como un complemento para la conservación de especies y recursos genéticos in situ, sobre todo cuando se trata con especies críticamente amenazadas. 

## Características
Esta forma de conservación se puede realizar de dos maneras: 
- Almacenamiento de los recursos genéticos en bancos de germoplasma, en donde se conservan semillas de especies para la alimentación y la agricultura.
- Establecimiento de colecciones de campo y el manejo de especies en cautiverio. Esta se realiza en instalaciones con especies que se dividen en centros de fauna (zoológicos, centros de rescate, museos) y centros de flora (jardines botánicos, viveros).

## Ejemplos

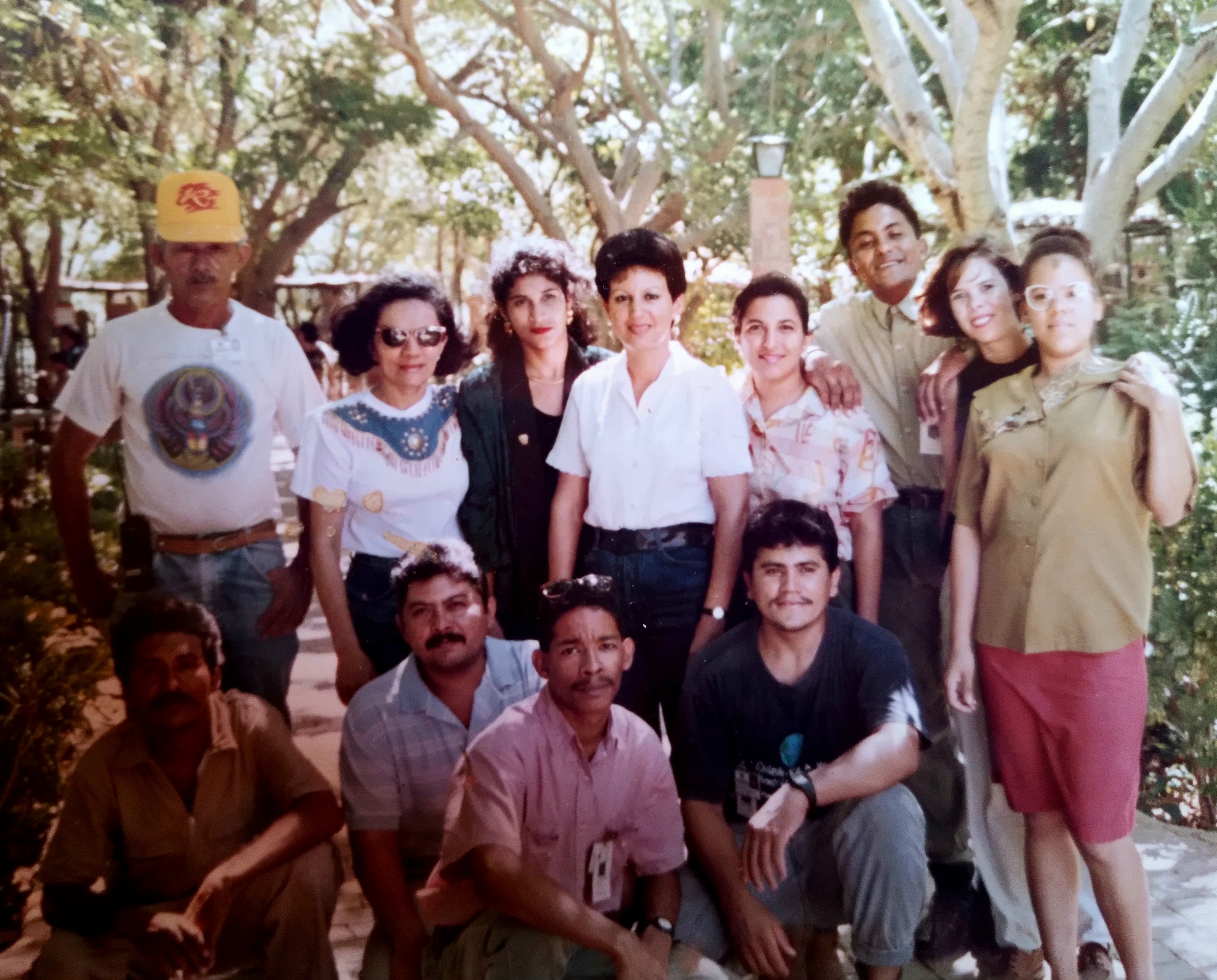
Programa de reproducción y preservación del Oso Frontino del Zoológico de Paraguaná en Venezuela

En España hay varios centros dedicados a la conservación ex situ: en Canarias existen lagartarios dedicados a la cría de especies endémicas del género Gallotia; en la Península varios zoológicos y centros especializados están inmersos tanto en la conservación de especies autóctonas (lince ibérico) como en la de especies de otras latitudes, siendo un buen ejemplo la fauna norteafricana: ibis eremita, gacela dama, gacela dorcas, etc. 
En Argentina se desarrollan múltiples iniciativas para la conservación ex situ de recursos genéticos forestales (RGF). Tanto instituciones públicas como privadas presentan bancos de geoplasma con distintos grados de desarrollo o colecciones establecidas a campo con distintas especies de su interés según a la región fitogeográfica donde se encuentren.